# Джън Хъ
Джън Хъ (на традиционен китайски: 鄭和, на опростен китайски: 郑和, на пинин: Zhèng Hé) е китайски мореплавател, дипломат, адмирал и придворен евнух от ранната империя Мин. Роден е като Ма Хъ в мюсюлманско семейство, а фамилията Джън приема в зряла възраст, когато тя му е дадена от император Юнлъ.
Като един от приближените на император Юнлъ, Джън Хъ участва в детронирането на император Дзиенуън, след което достига върха на имперската йерархия като комендант на южната столица Нандзин. Между 1405 и 1433 година той ръководи поредица от морски експедиции към Югоизточна Азия, Югоизточна Азия, Близкия Изток и Източна Африка. Според легендите, най-големите му кораби могат да превозват стотици моряци на четири палуби и са близо два пъти по-дълги от всички известни от историята дървени кораби.

## Биография

### Ранни години
Джън Хъ е роден през 1371 година в Кунмин, провинция Юннан, във видно семейство от мюсюлманската етническа група хуей. Рожденото му име е Ма Хъ (на китайски: 馬和), като фамилното име Ма е често срещано сред китайските мюсюлмани като производна форма на името на пророка Мохамед. Той има по-голям брат и четири сестри.
Ма Хъ е потомък на Аджал Шамсуддин Омар, мюсюлманин от Бухара на служба при монголските владетели, който след установяването на династията Юен става първият монголски управител на Юннан. Прадядо му Баян служи в монголски гарнизон в Юннан, а дядо му и баща му са хаджии.
Въпреки мюсюлманския му произход, в зряла възраст религиозните възгледи на Джън Хъ са еклектични. Надписите от Людзяган и Чанлъ показват, че той демонстрира почитание към Тиенфей, китайската богиня на моряците и мореплавателите, култът към която заема централно място и в експедициите му. Преди пътуванията си той извършва и поклонения на гробовете на мюсюлманските светци в планините над Цюанджоу.
През есента на 1381 година Юннан, дотогава под контрола на принца от монголската династия Юен Басалаварми, е нападнат от династията Мин. Бащата на Ма Хъ, който по това време според различни източници е на 37 или 39 години, е убит във войната и е погребан от най-големия си син Уънмин край Кунмин. Самият Ма Хъ, по това време десетгодишен, е заловен и отведен в робство. Според легендата, това става, след като военачалникът Фу Юдъ го среща край пътя и го пита за местонахождението на Басалаварми, а Ма Хъ се опитва да го излъже, че принцът се е хвърлил в езеро. Между 1381 и 1385 година Ма Хъ е кастриран и изпратен на служба при принца на Йен Джу Ди, четвърти син на императора на Мин Хуну.
Ма Хъ започва кариерата си като придворен евнух на Джу Ди, който е с единадесет години по-възрастен от него и по това време е управител на Бейпин, крепост край северната граница на Мин с монголците. Император Хуну отстранява или ликвидира много от първоначалните си приближени, давайки значителни правомощия на синовете си, управляващи провинциални области. Така в Бейпин Ма Хъ получава добро образование, което не би станало в императорския двор в Нандзин, тъй като императорът изпитва недоверие към евнусите и смята, че трябва да се оставят необразовани.
В двора на принца на Юен Ма Хъ получава прозвището Санбао, препратка към Трите убежища в будизма. Запазени са описания на външния му вид: той е необичайно едър – висок 7 чи и с обиколка в кръста 5 чи, – високи скули и чело, малък нос, блестящи очи, бели и добре оформени зъби и силен глас.
С времето Ма Хъ успява да спечели доверието на принца на Юен и става един от неговите най-близки и доверени служители. Често участва във военни действия срещу монголците, включително в първия голям самостоятелен поход на Джу Ди през март 1390 година, когато той удържа голяма победа над военачалника на Северна Юен Нагачу.

### Възцаряване на Мин Юнлъ
Джу Ди, принцът на Юен, при когото Ма Хъ е на служба, е четвърти син на Хуну, основоположник на империята Мин. През 1392 година най-големият син на Хуну и престолонаследник на империята Джу Бяо неочаквано умира и малко по-късно за престолонаследник е обявен сина му Джу Юнуън. През следващите години умират и другите двама по-големи братя на Джу Ди, принцовете на Цин и Дзин, и така, когато Хуну умира на 24 юни 1398 година, Джу Ди е най-възрастният му жив син. Императорската титла е наследена от двадесетгодишния Джу Юнуън, който приема императорското име Дзиенуън.
Новият император обявява политика на сюефан – „намаляване на владетелите“, – целяща отнемане на властта и военните възможности на принцовете от династията, получили самостоятелни владения от император Хуну. През август 1399 година това довежда до открит бунт на Джу Ди – Дзиннанското въстание. Той първоначално се укрепява във владенията си срещу опитите на императора да ги завземе със сила. Ма Хъ отново е сред основните му военачалници и малко по-късно успешно защитава от обсаждащата Бейпин императорска армия градското водохранилище Джънлунба.
След продължително затишие във военните действия, в края на 1401 година Джу Ди започва голям поход на юг към столицата Нандзин, а Ма Хъ е сред неговите старши офицери. След решителна победа при Линби през април 1402 година, на 13 юли войските на Джу Ди влизат в Нандзин и Дзиенуън е убит. Четири дни по-късно Джу Ди се обявява за император под името Юнлъ.
Новият император издига Джън Хъ във Велик началник на Управлението на дворцовите служители. По време на новогодишните празненства на 11 февруари 1404 година император Юнлъ официално дава на Ма Хъ фамилното име Джън за неговите военни успехи при Джънлунба при обсадата на Бейпин през 1399 година, както и за заслугите му по време на похода от 1402 година.

### Пътешествия до Южна Азия
Управлението на монголската династия Юен и увеличаващата се търговия с Ислямския свят през XIV век постепенно разширяват познанията на китайците за света – докато по-ранните китайски карти „на света“ показват само Китай и окръжаващите го морета, сега те започват да се разпростират все повече на югозапад, с много по-подробни описания, достигащи до Арабия и Африка.
Между 1405 и 1433 година владетелите на династията Мин изпращат поредица от седем морски експедиции в Югоизточна Азия и Индийския океан. Император Юнлъ, въпреки изричните указания на баща му Хуну в сборника „Хуан Мин Дзусюн“, си поставя за цел чрез тях да установи китайско присъствие и да наложи имперски контрол над търговията в Индийския океан, да впечатли чуждите народи в региона и да разпространи трибутарната система на Империята. Някои откъси от хрониката „История на Мин“ подсказват, че сред целите на първите експедиции може би е и залавянето на успелия да избяга от Нандзин свален император Дзиенуън, поради което някои автори ги определят като „най-мащабното преследване по вода в китайската история“.
Като един от най-приближените хора на император Юнлъ, Джън Хъ е поставен начело на огромния флот и армия, които се включват в експедициите, като получава титлата дженшъ („главен пратеник“). За негов пръв помощник е назначен друг придворен евнух – Уан Дзинхун. Подготовката за плаванията е толкова мащабна, че включва създаването в Нандзин на цял институт за изучаване на чужди езици.
Първата експедиция на Джън Хъ отплава на 11 юли 1405 година от Суджоу и включва 317 кораба с екипаж от близо 28 хиляди моряци, войници, офицери, чиновници, търговци, писари, преводачи, лекари, платнари и друг спомагателен персонал. Експедициите посещават Югоизточна Азия с Бруней, Ява и Сиам, Индия, Сомалийския полуостров и Арабия, обменяйки стоки по пътя си. Джън Хъ носи дарове от злато, сребро, порцелан и коприна, а в замяна получава новости, като щрауси, зебри, камили и слонова кост. Жирафът, който донася от Малинди, е възприет като митичното същество цълин и доказателство за Небесния мандат на империята Мин.
Джън Хъ нанася удари на пиратите в Югоизточна Азия и улеснява заселванията на китайци в този регион. Участниците в експедициите на Джън Хъ не са първооткриватели – те действат в райони, отдавна известни на индонезийци, индийци и араби. Но благодарение на щателните наблюдения на офицерите от корабите е получена обширна информация за географията на крайбрежието на Югоизточна Азия, Южна и Югозападна Азия, близките острови и източните брегове на Африка.
При първото си пътуване през 1405 – 1407 г. Джън Хъ посещава Чампа, Сиам, Малака и Ява, пресича Бенгалския залив и достига до Каликут, Кочин и Цейлон. Тази експедиция се състои от 27 800 души и 62 големи кораба-съкровищници (на английски: treasure ships) и 190 по-малки плавателни съда. На корабите пътуват моряци, лоцмани, лекари, пътешественици, работници и войници. Преводач и пътеписец е Gong Zhen, който описва експедициите в книгата „The Annals of Foreign Nations in the Western Ocean“, публикувана през 1434 г.
През 1409 година, по време на второто си плаване (1407 – 1409), Джън Хъ влиза в конфликт с владетеля на Цейлон Алагонакара, когото пленява и отвежда в китайската столица Нандзин. При третото пътуване, 1409 – 1411, заобикаля Индия и достига до Ормуз на входа на Персийския залив.

### Пътешествия до Африка
При четвъртото пътуване през 1413 – 1415 г. Джън Хъ отново достига Ормуз, като оттам изпраща мисия към Мека и Египет и друга към Аден и Малинди, която почти достига Мозамбикския проток. При завръщането си довежда в Нандзин посланици на повече от 30 държави, които отдават почести на императора, както и екзотични подаръци, като зебри и жирафи за императорската зоологическа градина.
Той отново посещава Източна Африка при петото (1416 – 1419) и шестото си пътуване (1421 – 1423), при което връща посланиците в техните страни.
През 1424 година Джън Хъ отново заминава на път, като отива в Палембанг, за да връчи нов официален печат и писмо за назначение на Шъ Дзъсун, който наследява баща си Шъ Дзинцин на поста пълномощник по умиротворянето. При завръщането си от Палембанг Джън Хъ разбира, че император Юнлъ е починал по време на отсъствието.

### Последни години
На 7 септември 1424 година Джу Гаоджъ наследява баща си, император Юнлъ, под името Хунси. Още на същия ден той обявява прекратяването на отвъдморските експедиции. На 24 февруари 1425 година Джън Хъ е назначен за защитник на Нандзин, като остава начело на отвъдморския флот, който сега трябва да бъде използван за отбраната на столицата.
На 15 май 1426 година император Сюендъ, който наследява баща си Хунси през 1425 година, изпраща официално писмо до Джън Хъ, в което го критикува за негови простъпки. Поводът е, че Джън Хъ подтиква друг чиновник да поиска от императора пари за награди на работници, участвали в реконструкцията на храмове в Нандзин, докато според императора възнагражденията трябва да бъдат платени от храмовете, а не от императорския двор. От контекста на писмото личи, че случаят е само последният от поредица инциденти, предизвикали недоволството на императора, но техният характер остава неясен.
На 25 март 1428 година император Сюендъ възлага на Джън Хъ надзора на строежа на храмовия комплекс на Порцелановата кула в Нандзин, който приключва успешно през 1431 година.
През 1430 година Джън Хъ, по заповед на император Сюендъ, предприема поредно презморско пътуване, което се оказва и последно за него. По това време той получава и официалната титла санбао тайдзиен.
Джън Хъ умира през 1435 година, по време на последната си експедиция. Макар че в Китай има негов гроб, той е празен – като други велики мореплаватели той е погребан в морето.

## Кораби
В разказите за пътешествията на Джън Хъ корабите заемат основно място. Това са гигантски дървени кораби, много по-големи от всички други исторически известни плавателни съдове. Наречени са кораби-съкровищници (на английски: treasure ships, на тях плават адмиралът и неговите заместници. Те са девет-мачтови, с размери около 126 на 50 m (според по-късни сведения). Това приблизително е размерът на футболно игрище. Друг вид кораби са товарните или конски кораби (на английски: equine ships), пренасящи конете, стоки и дървен материал за ремонт на корабите. Те са осем-мачтови, с размери около 100 на 40 m. Следват продоволствените кораби (на английски: supply ships), превозващи храна за екипажа (седем-мачтови, 78 на 35 m; военните транспортери (на английски: troop transports), шест-мачтови, 67 на 25 m; бойните кораби (на английски: Fuchuan warships), пет-мачтови, дълги 50 m; патрулни лодки (на английски: patrol boats) с осем гребла и дължина 37 m и водни танкери (на английски: water tankers), пренасящи прясна вода, достатъчна за около месец.
Ако разказите са достоверни, корабите-съкровищници са били с огромни размери, с по четири палуби и способни да поберат по 500 пътника и голямо количество карго. Марко Поло и Ибн Батута описват многомачтови кораби, способни да пренасят от 500 до 1000 души. Италианецът Николо Конти, съвременник на Джън Хъ е свидетел на джонки от Югоизточна Азия, които били с 5 мачти и водоизместимост около 2000 тона. Съществуват източници, които твърдят че корабите-съкровищници може да са достигали и 180 m дължина.

## Памет
Гробът на Джън Хъ в Нандзин е запазен, макар и съдържащ само меча му и лични вещи, защото той самият е погребан в морето близо до Каликут в Западна Индия. Това е типичен мюсюлмански гроб с арабски надпис.
В Нандзин е открит и гроба на Хонг Бао – близък съратник на Джън Хъ.
В Китайската народна република, 11 юли е обявен за Ден на морето (中国航海日) и е посветен на чествуване на първото пътуване на Джън Хъ.
За китайците плаванията на Джън Хъ са един от епизодите от героическото минало на страната, демонстриращ както миналото величие на държавата и ранните ѝ технологични постижения, така и (сравнително) мирната външна политика на страната, в сравнение с колонизаторската политика на европейците.
Много китайски общини в Малайзия и Индонезия гледат на Чжън Хъ и Ван Дзинхун като на основатели, практически като светци-покровители. В тяхна чест са изградени храмове и издигнати паметници. Учебният кораб на ВМС на Китай носи името „Чжън Хъ“.
По силата на мащаба си, разликите спрямо предходната и последващата китайска история и външната си прилика с Великите географски открития, които започват няколко десетилетия по-късно, плаванията на Чжън Хъ са едни от най-известните епизоди от китайската история извън самата страна. Например, през 1997 г. списание Life в списъка се на 100 души, оказали най-голямо влияние върху историята в последното хилядолетие, слага Чжън Хъ на 14-о място (другите 3 китайци в списъка са Мао Дзъдун, Джу Си и Цао Сюецин).

### Галерия
- Гробът на Джън Хъ Нандзин
- Музеят в Нандзин
- Галерия Джън Хъ в Малака
- Статуя на Джън Хъ в Морския музей в Цюанчжоу (Quanzhou Maritime Museum)